# Тавелла, Карло Антонио
Карло Антонио Тавелла (итал. Carlo Antonio Tavella; январь 1668, Милан — 2 декабря 1738, Генуя) — итальянский живописец-пейзажист генуэзской школы периода маньеризма.

## Биография
Тавелла родился в Милане (Ломбардия), в семье генуэзского торговца Доменико Тавеллы. Сначала он был учеником художника Джузеппе Мерати, затем художника по имени Иоганн Грюмброх, или Грюнбрех (Johann Gruembroech or Greuenbrech), также называемого «il Solfarolo». Позднее, в 1695 году, Тавелла работал с голландским живописцем Питером Мулиром Младшим, известным под прозванием «Темпеста».
Тавелла сотрудничал с живописцами Алессандро Маньяско, с отцом и сыном Доменико  и Паоло Джероламо Пиола, писал пейзажный фон в их картинах. Маньяско писал в пейзажах Тавеллы фигуры.
Карло Антонио Тавелла участвовал в оформлении Палаццо Франки в Генуе. У Тавеллы были две дочери по имени Тереза и Аньола (1698—1747), последняя также была художницей. Среди его учеников был Никколо Миконе, которого сограждане называли Хромым (Lo Zoppo). Он умер в Генуе в 1738 году.

## Галерея

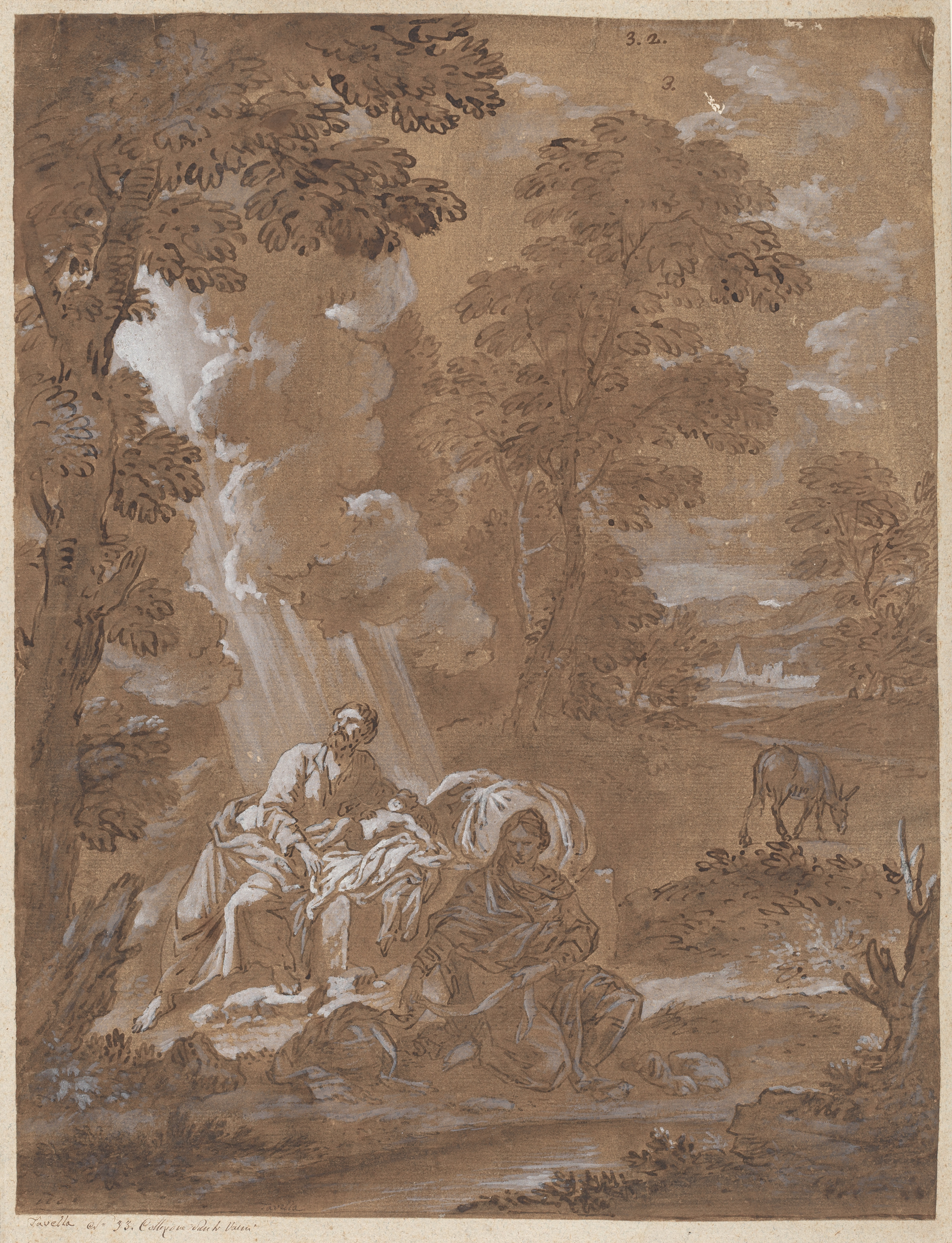
Отдых на пути в Египет. Ок. 1720. Коричневая бумага, сепия, кисть, перо, белила. Национальная галерея искусства, Вашингтон
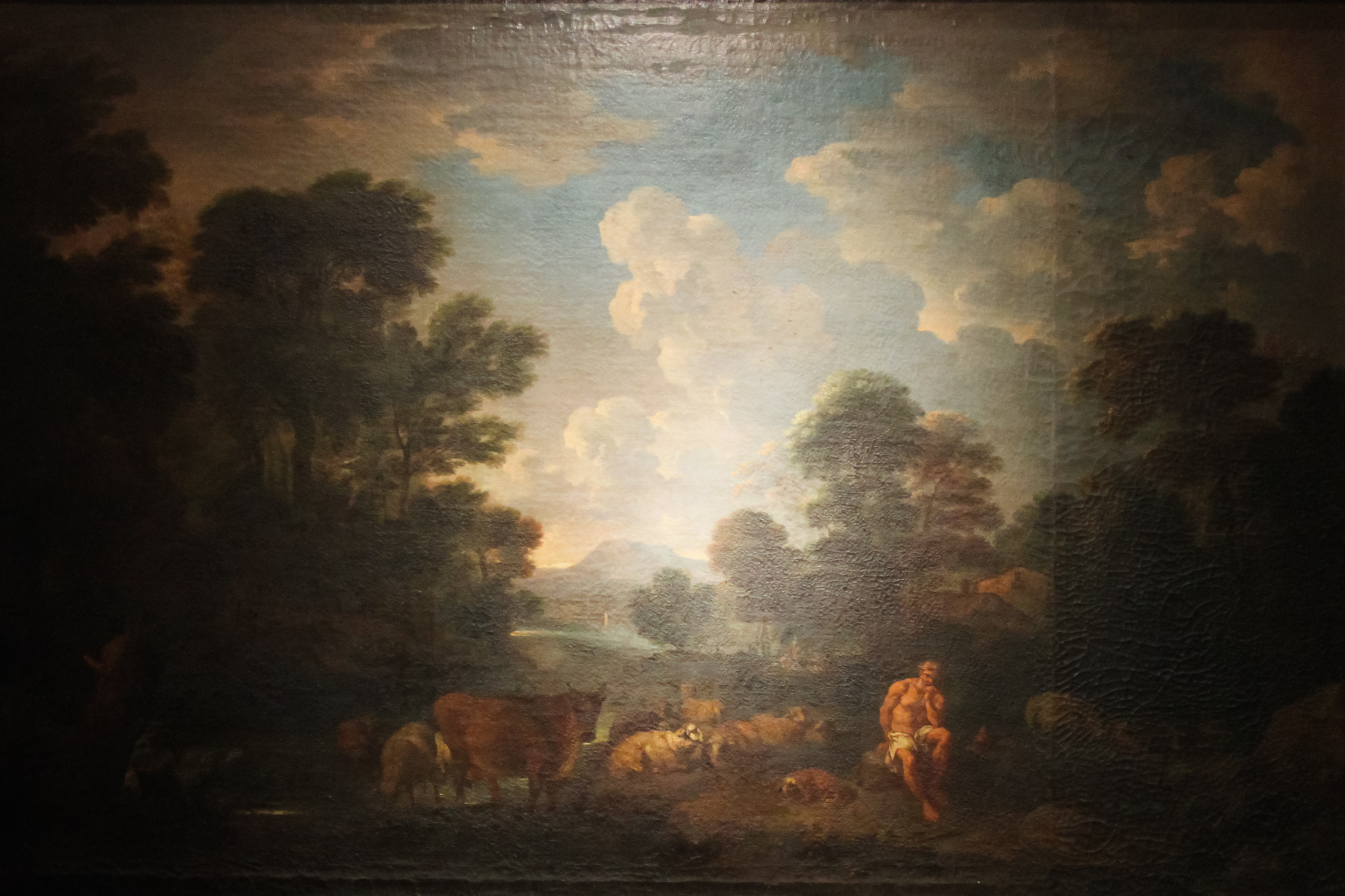
Пейзаж с пастухом, пасущим стадо. Холст, масло. Национальный музей изящных искусств, Валлетта, Мальта
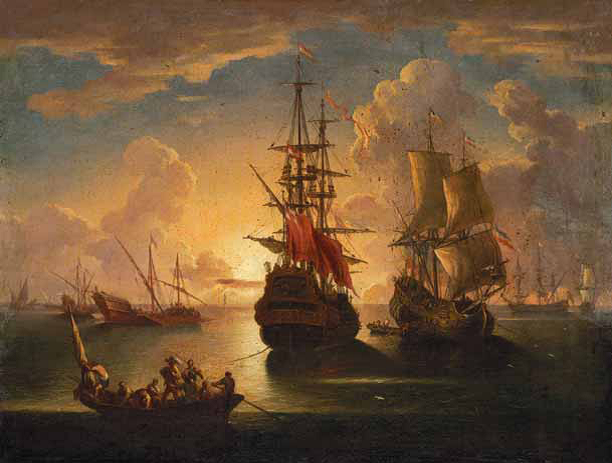
Морской пейзаж
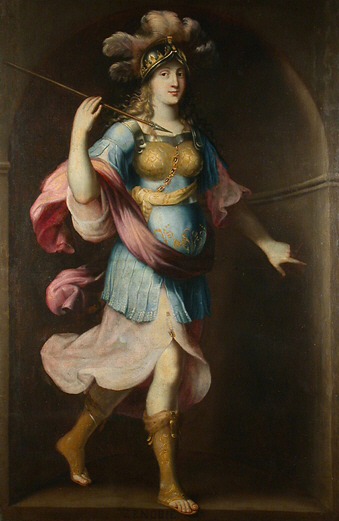
Царица Зенобия. Холст, масло. Частное собрание
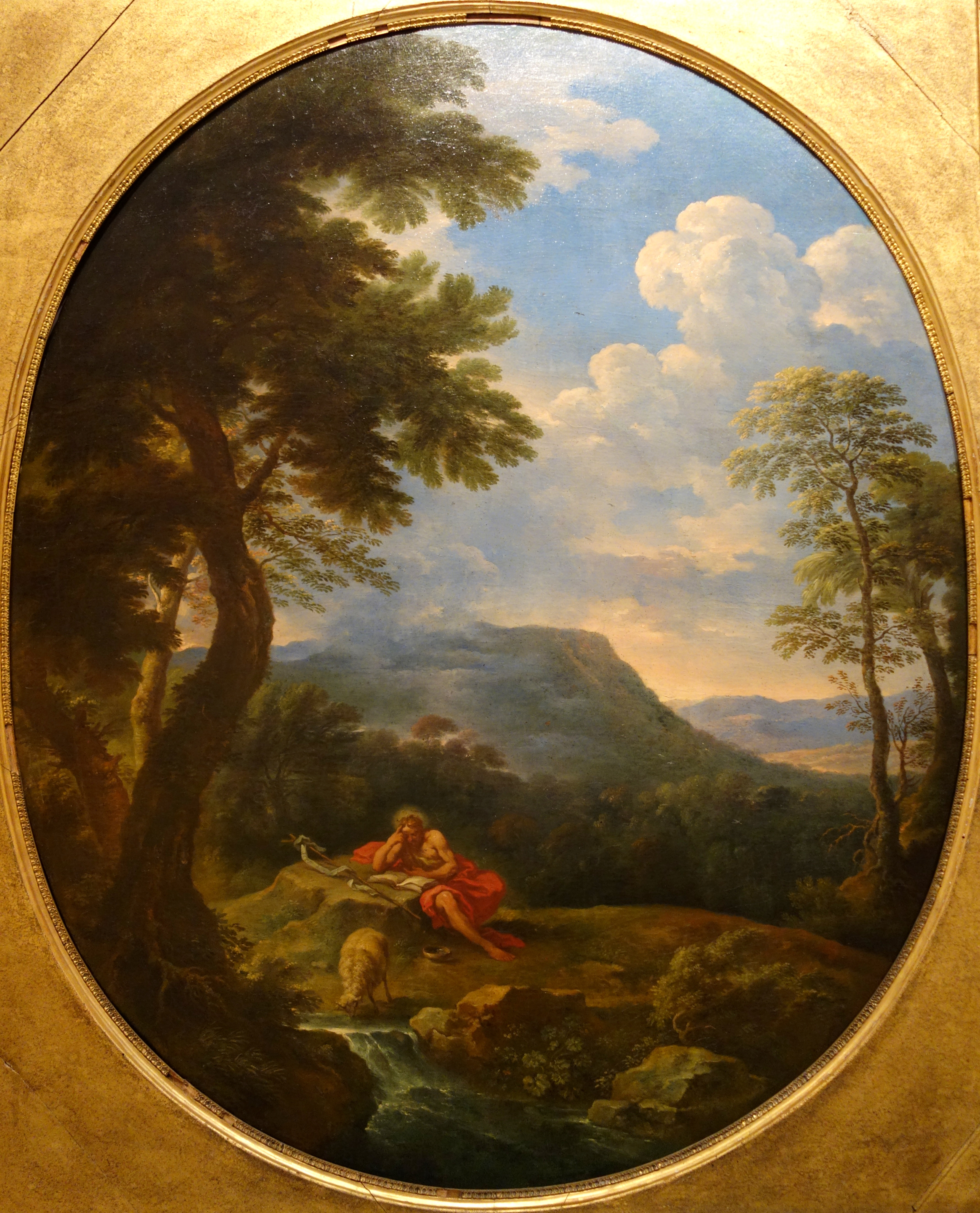
Пейзаж с Иоанном Крестителем. Холст, масло. Лигурийская академия изящных искусств, Генуя
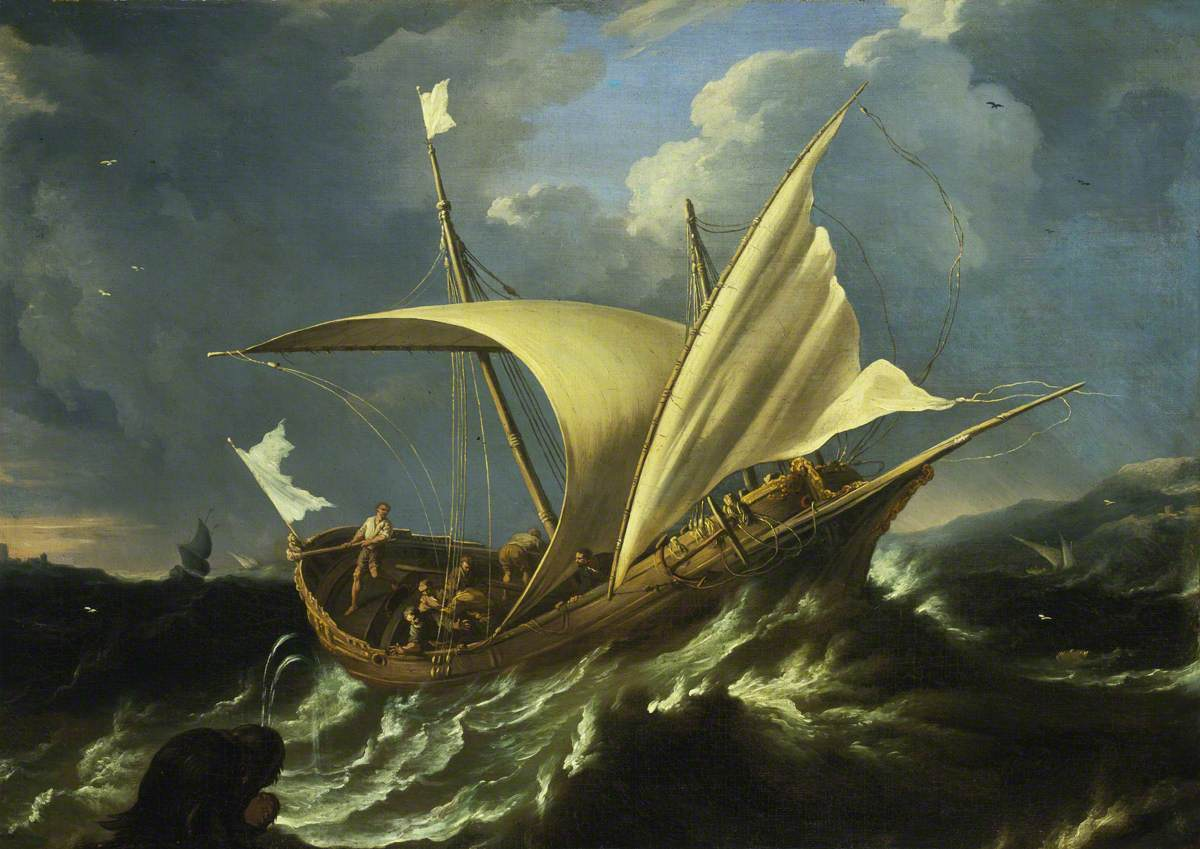
Иона и кит. Холст, масло. Национальный морской музей, Гринвич, Лондон
Раскаяние Марии Магдалины. Холст, масло. Университет Вандербилта. Нашвил, США